# Jakob Amsler-Laffon

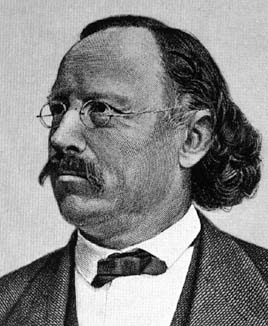
Jakob Amsler-Laffon

Jakob Amsler-Laffon (* 11. November 1823 in Stalden bei Brugg, heute in der Gemeinde Bözberg; † 3. Januar 1912 in Schaffhausen) war ein Schweizer Mathematiker, Physiker, Ingenieur und Fabrikant. Bekannt wurde er insbesondere durch die Erfindung des Polarplanimeters.

## Biografie
Sein Vater Jakob Amsler war Landwirt, sein Onkel Samuel Amsler ein bekannter Kupferstecher. Nach dem Besuch der Gemeindeschule Unterbözberg und der Bezirksschule in Lenzburg absolvierte Amsler die Kantonsschule in Aarau, wo er Freundschaft mit dem späteren Bundesrat Emil Welti schloss. Anschliessend studierte er Mathematik und Physik an den Universitäten Jena (1843–1844) und Königsberg (1844–1848). Besonders grossen Einfluss auf ihn hatte Professor Franz Ernst Neumann, zu seinen Kommilitonen gehörten Gustav Robert Kirchhoff und Siegfried Heinrich Aronhold.
1848 kehrte Amsler in die Schweiz zurück und arbeitete an der Sternwarte in Genf. Zwei Jahre später habilitierte er an der Universität Zürich, 1851 folgte die Wahl zum Mathematik- und Physiklehrer am Gymnasium in Schaffhausen. Dort lernte er die Apothekertochter Elise Laffon kennen, die er 1854 heiratete und deren Familiennamen er seinem eigenen anfügte. Das Paar hatte zwei Töchter und drei Söhne, wobei der älteste Sohn Alfred Amsler später ebenfalls ein bekannter Mathematiker wurde.

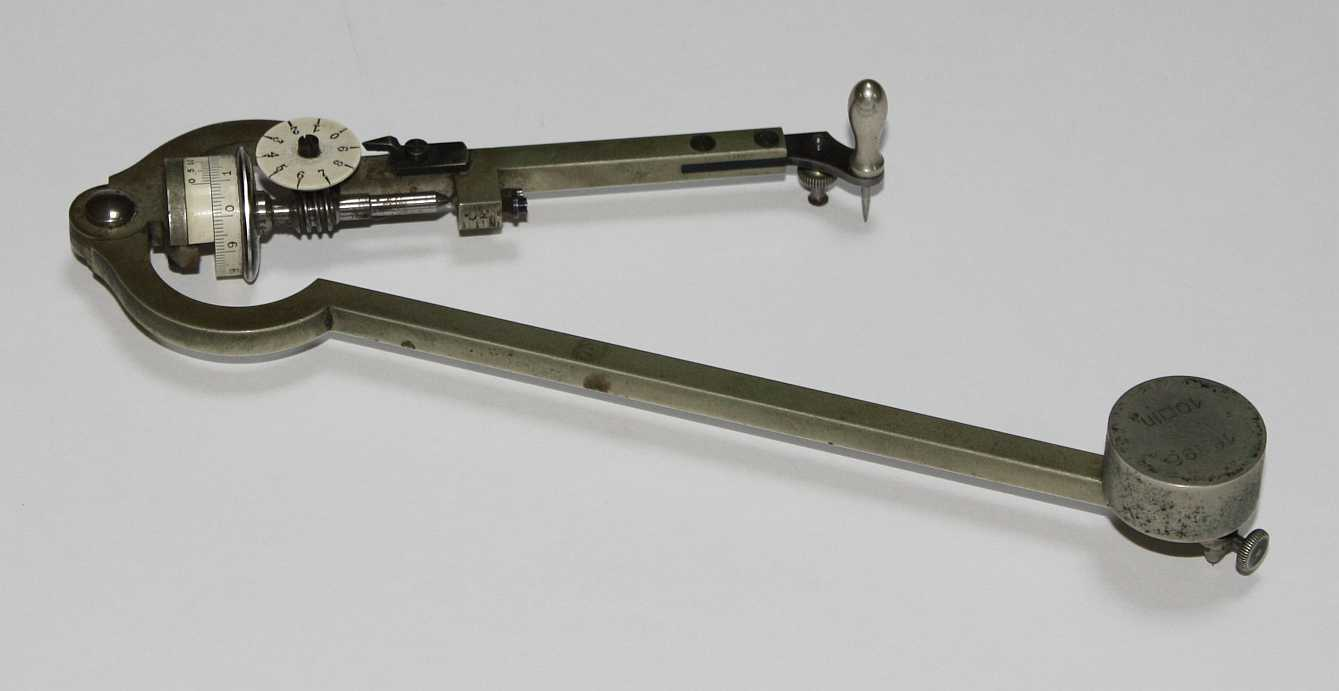
Polarplanimeter

Ebenfalls 1854 erfand Amsler nach fünfjähriger Forschungsarbeit das Polarplanimeter nahezu zeitgleich mit Albert Miller von Hauenfels. Zwar gab es schon seit vier Jahrzehnten Planimeter zur Ermittlung beliebiger Flächeninhalte in Landkarten oder Zeichnungen, doch sein Gerät übertraf die Vorgänger in Sachen Genauigkeit bei weitem. Um seine Erfindung praktisch zu verwerten, richtete er eine feinmechanische Werkstätte ein. 1858 gab er seine Lehrtätigkeit auf und gründete ein eigenes Unternehmen. Es stellte neben Planimetern in Zusammenarbeit mit dem Hydrologen Andreas Rudolf Harlacher auch Integratoren, hydrometrische Messgeräte, sowie hydraulische Materialprüfmaschinen und andere Präzisionsinstrumente her. Von 1885 bis 1905 arbeitete Amsler eng mit seinem Sohn Alfred zusammen, sodass die Erfindungen aus jenem Zeitraum nur schwer dem einen oder anderen zugeordnet werden können. 1867 führe die Schweizer Armee Hinterladergewehre nach Amslers Plänen ein, sie gingen als Milbank-Amsler Konstruktion in die Geschichte ein.
Amsler erhielt 1867 für seine Verdienste um die industrielle Förderung das Ehrenbürgerrecht von Schaffhausen, 1894 die Ehrendoktorwürde der Universität Königsberg (anlässlich der Feier des 350-jährigen Bestehens). 1892 wurde er korrespondierendes Mitglied der Académie des sciences. Der Bundesrat zog ihn zur Beurteilung waffentechnischer Fragen bei; Beratertätigkeiten auf diesem Gebiet führten ihn auch nach Wien und Sankt Petersburg.